# Ojo de Agua, Juan Rodríguez Clara
Ojo de Agua är en ort i Mexiko.   Den ligger i kommunen Juan Rodríguez Clara och delstaten Veracruz, i den sydöstra delen av landet, 400 km öster om huvudstaden Mexico City. Ojo de Agua ligger 63 meter över havet och antalet invånare är 650.
Terrängen runt Ojo de Agua är platt. Runt Ojo de Agua är det ganska glesbefolkat, med 27 invånare per kvadratkilometer. Närmaste större samhälle är Juan Rodríguez Clara, 12,4 km väster om Ojo de Agua. Omgivningarna runt Ojo de Agua är en mosaik av jordbruksmark och naturlig växtlighet.